# Final Four da Euroliga de 2018
O Final Four da EuroLiga de 2018 será a conclusão da Temporada 2017-18 da EuroLiga, encerrando desta forma a 61ª temporada do torneio de primeiro nível entre clubes europeus de basquetebol masculino, sendo a 18ª organizada pela Euroleague Basketball. Será também a 31ª final nestes moldes na moderna era dos Final Four (1988–presente), e a 33ª oportunidade que a competição é realizada em formato de quadrangular final em sua história. As partidas de semifinais, decisão de terceiro lugar e a grande final serão realizados na Arena Štark em Belgrado, Sérvia entre 18 e 20 de maio de 2018.

## Sede
Em 26 de outubro de 2016, o órgão gestor, Euroleague Basketball, anunciou que o Final Four seria disputado em Belgrado na  Arena Štark. A arena em questão foi projetada para acolher eventos desportivos, culturais e outros, dentro de seus aproximadamente 48,000 metros quadrados. Para eventos desportivos a capacidade é de 18.386, somados aos 860 lugares dentro de 70 luxuosos camarotes. A Arena também faz parte da Associação de Arenas Europeias e custou aproximadamente €70 milhões para ser construída.Desta maneira o Final Four é sediado pela primeira vez em Belgrado, até mesmo em solo sérvio.
| Belgrado           | BelgradoFinal Four da Euroliga de 2018 (Europa) |
| Arena Štark        | BelgradoFinal Four da Euroliga de 2018 (Europa) |
| Capacidade: 18.386 | BelgradoFinal Four da Euroliga de 2018 (Europa) |
|                    | BelgradoFinal Four da Euroliga de 2018 (Europa) |

## Chave
|  | Semifinais 18 de maio | Semifinais 18 de maio | Semifinais 18 de maio |                     |             | Final 20 de maio | Final 20 de maio | Final 20 de maio |  |
|  |                       |                       |                       |                     |             |                  |                  |                  |  |
|  | CSKA Moscou           | CSKA Moscou           | 83                    |                     |             |                  |                  |                  |  |
|  | CSKA Moscou           | CSKA Moscou           | 83                    |                     |             |                  |                  |                  |  |
|  | Real Madrid           | Real Madrid           | 92                    |                     |             |                  |                  |                  |  |
|  | Real Madrid           | Real Madrid           | 92                    |                     | Real Madrid | Real Madrid      | 85               |                  |  |
|  |                       |                       |                       |                     | Real Madrid | Real Madrid      | 85               |                  |  |
|  |                       |                       | Fenerbahçe Istambul   | Fenerbahçe Istambul | 80          |                  |                  |                  |  |
|  | Fenerbahçe Istambul   | Fenerbahçe Istambul   | Fenerbahçe Istambul   | Fenerbahçe Istambul | 80          | 76               |                  |                  |  |
|  | Fenerbahçe Istambul   | Fenerbahçe Istambul   |                       |                     |             |                  |                  |                  |  |
|  | Žalgiris Kaunas       | Žalgiris Kaunas       | 67                    |                     |             |                  |                  |                  |  |

## Premiação
| Turkish Airlines EuroLeague 2017-18 Campeões |
| Espanha                                      |
| -------------------------------------------- |
| Real Madrid (10° título)                     |

### MVP das finais
- Luka Dončić[5]